# Constitució Política de la Ciutat de Mèxic
La Constitució Política de la Ciutat de Mèxic és la norma fonamental establerta per regir jurídicament a la Ciutat de Mèxic. Va ser redactada, discutida i aprovada íntegrament per l'Assemblea Constituent de la Ciutat de Mèxic el 31 de gener de 2017 com a part de la Reforma política del Districte Federal de Mèxic de 2015. Entrarà en vigor a partir del 17 de setembre de 2018 i tindrà els seus reglaments i normes completament vigents el 2019.
Entre el conjunt de lleis que contempla estan les de l'establiment d'alcaldies en les actuals delegacions, l'elecció directa d'aquestes entitats com a alcaldes; reconeix a la ciutat com un lloc plurilingüe, pluriètnic i pluricultural, i drets com el matrimoni igualitari, el dret a un medi ambient sa, la priorització dels vianants i ciclistes en la mobilitat urbana, el dret al temps de lleure així com la protecció animal.